# Elbe (brise-glace, 1911)
Pour les articles homonymes, voir Elbe.
Elbe est le nom d'un brise-glace à vapeur au charbon et remorqueur auxiliaire à coque acier datant de 1911. Le navire est maintenant un monument technique homologué pour être utilisé comme navire à passagers. Le navire musée est situé à Hambourg et propose des croisières touristiques pendant les mois d'été depuis 2006. Les destinations comprennent Blankenese, un voyage autour de Hambourg-Wilhelmsburg, Lauenburg et aussi Lübeck.
Il est classé monument historique de Hambourg.

## Historique
L'Elbe est le seul brise-glace fluvial à vapeur encore existant en Allemagne qui a fonctionné jusqu'en 1972. Il est le dernier des huit navires construits pour le service de brise-glace du Haut-Elbe pour le compte de l'Administration prussienne de l'Elbe entre 1888 et 1911. La coque du brise-glace fluvial a été conçue pour que les navires puissent se pousser sur la glace et la briser sous leur propre poids. La mission a commencé aussi loin que possible en aval de Hambourg. Des travaux ont été menés à contre-courant afin que les glaçons dissous puissent s'écouler. Depuis les années 1950, des bateaux à moteur plus puissants ont progressivement remplacé les anciens brise-glaces à vapeur.
Le brise-glace à vapeur vieux de 100 ans représente un type de navire classique pour la région du Haut-Elbe et possède une chaudière au charbon fidèle à l'original et une machine à vapeur historique à double expansion et possède une cheminée pliante pour le passage sous les ponts.

### Préservation
Le navire est resté opérationnel en tant que bateau à vapeur jusqu'en 1976 et a été remis au Musée allemand des techniques de Berlin via un particulier en 1982. En échange d'autres expositions, le navire, qui avait entre-temps grand besoin de rénovation, s'est retrouvé à Enkhuizen sur l'IJsselmeer aux Pays-Bas en 1987. De là, le propriétaire actuel, Matthias Kruse, l'a ramené sur l'Elbe dix ans plus tard et a préparé le navire à naviguer à Hambourg. 
Depuis 2006, le Förderverein Dampfeisbrecher Elbe e.V. en tant qu'association à but non lucratif avec des bénévoles  maintiennent le navire en bon état de fonctionnement et fournissent également le personnel de conduite. Le brise-glace est approuvé comme navire à passagers pouvant accueillir jusqu'à 150 personnes et est situé dans le Hansahafen de Hambourg.